# Псалом 8
Псалом 8 — восьмий псалом Книги псалмів. Латинською мовою він відомий своїм інципітом як «Domine Dominus noster». Його авторство традиційно присвоюється цареві Давидові. Як і псалми 82 і 85, цей псалом починається зі зверненням до головного музиканта виконувати псалом на гіттиті (англ. gittit або gittith), що означає або музичний інструмент, або стиль виконання або натякає на людей та місця біблійної історії. 
Псалом є регулярною частиною єврейської, католицької, англіканської та протестантської літургій. Він був часто покладений на музику. 

## Контекст
Як і псалми 82 і 85, псалом почитається зі зверненням до головного музиканта виконувати псалом на гіттиті (івр. גתית). Корінь слова ґат на івриті (івр. גת) означає винотік, вказуючи на те, що це радісні псалми. Слово також може мати відношення до біблійного міста Ґату, де співали подібну пісню або був створений музичний інструмент; або до пісні Оведедома з Ґату, в домі якого три місяці перебував Ковчег Завіту (ІІ Самуїл 6:11); або до пісні про Ґоліята, який походив із Ґату.
Сперджен називає цей псалом «піснею астронома», оскільки погляд у небо надихає псалмоспівця на роздуми про Боже творіння та роль людини в ньому. Далі Сперджен інтерпретує, що «діти і немовлята», яким Господь дає силу, можуть означати: людину, Давида, Ісуса, апостолів та всіх, «хто воює під Христовим знаменем».

## Структура псалому
Дослідник Старого Завіту Ніколаас Герман Ріддербос розділяє псалом на такі частини:
- Вірші 2–4: оспівування величі Божої.
- Вірші 5–10: Бог ставить людину панувати над ділами рук своїх.

## Текст
| Вірш | Гебрейська мова                                                | Давньогрецька мова (Септуаґінта)                                                                                  | Латинська мова (Вульгата) | Українська мова (Переклад Хоменка)                                                                |
| ---- | -------------------------------------------------------------- | --- | --- | ------------------------------------------------------------------------------------------------- |
| 1    | לַמְנַצֵּחַ עַל-הַגִּתִּית, מִזְמוֹר לְדָוִד                                     | Εἰς τὸ τέλος, ὑπὲρ τῶν ληνῶν· ψαλμὸς τῷ Δαυιδ.                                                                    | In finem, pro torcularibus. Psalmus David.                                                                                    | Провідникові хору. На струнах. На октаву. Псалом. Давида.                                         |
| 2    | יְהוָה אֲדֹנֵינוּ-- מָה-אַדִּיר שִׁמְךָ, בְּכָל-הָאָרֶץ; אֲשֶׁר תְּנָה הוֹדְךָ, עַל-הַשָּׁמָיִם    | Κύριε ὁ κύριος ἡμῶν, ὡς θαυμαστὸν τὸ ὄνομά σου ἐν πάσῃ τῇ γῇ, ὅτι ἐπήρθη ἡ μεγαλοπρέπειά σου ὑπεράνω τῶν οὐρανῶν. | [Domine, Dominus noster, quam admirabile est nomen tuum in universa terra! quoniam elevata est magnificentia tua super cælos. | Господи, Боже наш, яке предивне твоє ім'я по всій землі! Ти возніс славу свою вище неба.          |
| 3    | מִפִּי עוֹלְלִים, וְיֹנְקִים — יִסַּדְתָּ-עֹז: לְמַעַן צוֹרְרֶיךָ; לְהַשְׁבִּית אוֹיֵב, וּמִתְנַקֵּם | ἐκ στόματος νηπίων καὶ θηλαζόντων κατηρτίσω αἶνον ἕνεκα τῶν ἐχθρῶν σου τοῦ καταλῦσαι ἐχθρὸν καὶ ἐκδικητήν.        | Ex ore infantium et lactentium perfecisti laudem propter inimicos tuos, ut destruas inimicum et ultorem.                      | З уст дітей і немовлят учинив єси хвалу супроти твоїх супостатів, щоб угамувати ворога й бунтаря. |
| 4    | כִּי-אֶרְאֶה שָׁמֶיךָ, מַעֲשֵׂה אֶצְבְּעֹתֶיךָ - יָרֵחַ וְכוֹכָבִים, אֲשֶׁר כּוֹנָנְתָּה           | ὅτι ὄψομαι τοὺς οὐρανούς, ἔργα τῶν δακτύλων σου, σελήνην καὶ ἀστέρας, ἃ σὺ ἐθεμελίωσας.                           | Quoniam videbo cælos tuos, opera digitorum tuorum, lunam et stellas quæ tu fundasti.                                          | Коли на небеса спогляну, твір твоїх пальців, на місяць та на зорі, що створив єси,                |
| 5    | מָה-אֱנוֹשׁ כִּי-תִזְכְּרֶנּוּ; וּבֶן-אָדָם, כִּי תִפְקְדֶנּוּ                          | τί ἐστιν ἄνθρωπος, ὅτι μιμνῄσκῃ αὐτοῦ, ἢ υἱὸς ἀνθρώπου, ὅτι ἐπισκέπτῃ αὐτόν;                                      | Quid est homo, quod memor es ejus? aut filius hominis, quoniam visitas eum?                                                   | то що той чоловік, що згадуєш про нього, або людська істота, що про неї дбаєш?                    |
| 6    | וַתְּחַסְּרֵהוּ מְּעַט, מֵאֱלֹהִים; וְכָבוֹד וְהָדָר תְּעַטְּרֵהוּ                         | ἠλάττωσας αὐτὸν βραχύ τι παρ᾽ ἀγγέλους, δόξῃ καὶ τιμῇ ἐστεφάνωσας αὐτόν·                                          | Minuisti eum paulominus ab angelis; gloria et honore coronasti eum;                                                           | Мало чим зменшив єси його від ангелів, славою й честю увінчав його.                               |
| 7    | תַּמְשִׁילֵהוּ, בְּמַעֲשֵׂי יָדֶיךָ; כֹּל, שַׁתָּה תַחַת-רַגְלָיו                         | καὶ κατέστησας αὐτὸν ἐπὶ τὰ ἔργα τῶν χειρῶν σου, πάντα ὑπέταξας ὑποκάτω τῶν ποδῶν αὐτοῦ,                          | et constituisti eum super opera manuum tuarum.                                                                                | Поставив його володарем над творами рук твоїх, усе підбив йому під ноги:                          |
| 8    | צֹנֶה וַאֲלָפִים כֻּלָּם; וְגַם, בַּהֲמוֹת שָׂדָי                                 | πρόβατα καὶ βόας πάσας, ἔτι δὲ καὶ τὰ κτήνη τοῦ πεδίου,                                                           | Omnia subjecisti sub pedibus ejus, oves et boves universas, insuper et pecora campi,                                          | вівцю й усю скотину, та ще й дикого звіря,                                                        |
| 9    | צִפּוֹר שָׁמַיִם, וּדְגֵי הַיָּם; עֹבֵר, אָרְחוֹת יַמִּים                           | τὰ πετεινὰ τοῦ οὐρανοῦ καὶ τοὺς ἰχθύας τῆς θαλάσσης, τὰ διαπορευόμενα τρίβους θαλασσῶν.                           | volucres cæli, et pisces maris qui perambulant semitas maris.                                                                 | птицю небесну й рибу в морі, і все, що морськими стежками ходить.                                 |
| 10   | יְהוָה אֲדֹנֵינוּ: מָה-אַדִּיר שִׁמְךָ, בְּכָל-הָאָרֶץ                             | κύριε ὁ κύριος ἡμῶν, ὡς θαυμαστὸν τὸ ὄνομά σου ἐν πάσῃ τῇ γῇ.                                                     | Domine, Dominus noster, quam admirabile est nomen tuum in universa terra!]                                                    | Господи, Боже наш, яке предивне ім'я твоє по всій землі.                                          |

## Використання

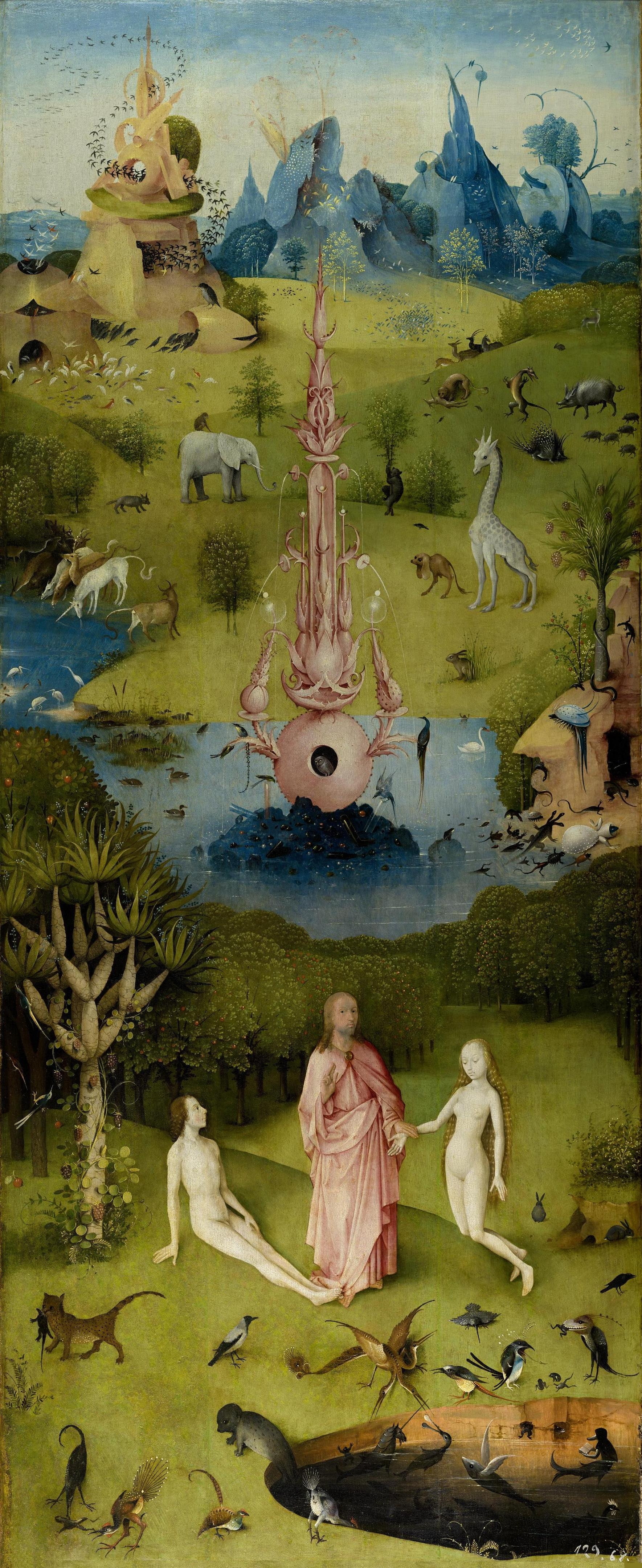
Ієронім Босх «Сад земних насолод». Псалом 8 описує роль людини у Божому творінні.

### Юдаїзм
Псалом 8 читають під час свята Йом Кіпур Катану. В сіддурі Гаона із Вільнюса псалом 8 — це пісня дня для Сімхата Тори в діаспорі. У Сіддурі Аводас Ісраель цей псалом говориться після Алейну під час вечірньої молитви в будній день.
Вірш 2 (на івриті) читається під час Кедуша Мусафа на Рош га-Шана та на єврейські свята. Цей вірш також є присутнім для читань на свято Сукот.
Вірш 10 (на єврейській мові) фігурує як відповідний вірш для другої згадки імені «Адонай» у священничому благословенні.

### Новий Завіт
Деякі вірші псалма 8 посилаються на Новий Завіт: 
- Вірш 3 процитований Ісусом у Євангелії від Матвія (Мт. 21:16), посилаючись на дітей, які хвалять його у храмі.
- Вірші 5–7 процитовані у Посланні до Євреїв (Євр. 2:6–8).
- Вірш 7 процитований у Першому посланні до Коринтян (1 Кор. 15:27) і Посланні до Ефесян (Еф. 1:22).[10]

### Католицька церква
Раніше, згідно з статуту Бенедикта, цей псалом співали або читали у вівторок на першій Літургії годин.
Під час Літургії годин псалом читається до лаудів у суботу другого та четвертого тижня. Він часто з’являється у євхаристійній літургії: на свято Трійці, у великодню октаву, перший вівторок звичайного часу, п’ятий вівторок звичайного часу і двадцять восьму суботу за звичайним часом. 
Папа Павло VI процитував цей псалом у своєму повідомленні на кремнієвому диску, залишеним на Місяці астронавтом космічного корабля «Аполлон-11».

## Використання у музиці

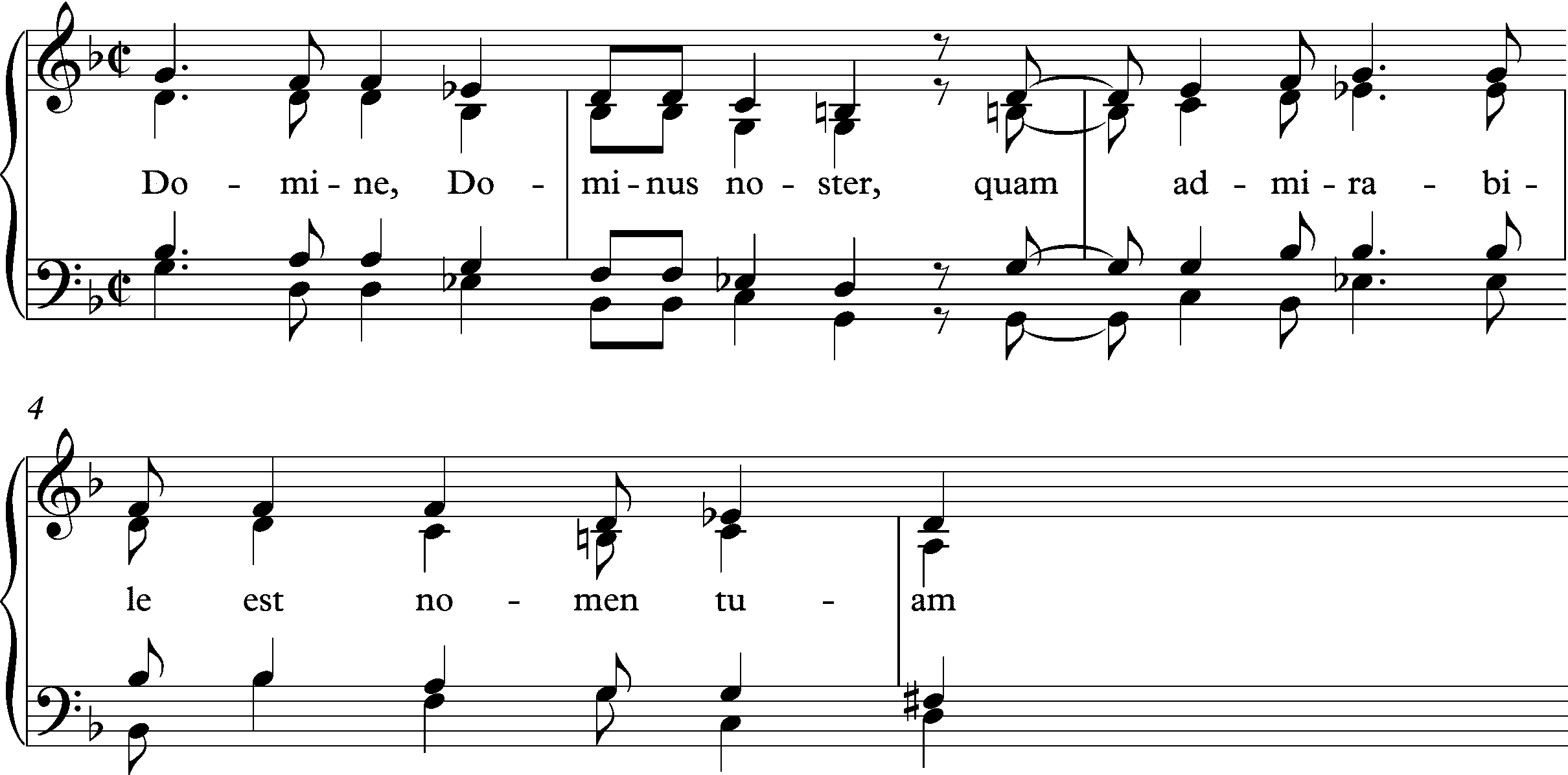
Джованні Габріелі, «Domine Deus noster»

Псалом 8 надихнув на написання гімнів таких композиторів як Фолліотта Сандфорда Пірпойнта (1864) і Карла Бобберга (1885). 
Мішель Річард Делаланд — композитор короля Людовика XIV — написав розширений латинський мотет, який виконувався у Версальській королівській каплиці для королівських богослужінь. Приблизно 1675 року Марк Антуан Шарпантьє написав твір «Domine Deus noster» для трьох голосів, 2 інструментів і баса, H 163.       